# Michał Dąbek
Michał Dąbek (ur. 1943, zm. 2009) – polski psycholog, profesor i wykładowca Uniwersytetu Wrocławskiego. Rozpoczął pracę w ówczesnej Katedrze Psychologii Uniwersytetu Wrocławskiego w 1969 roku. Po przekształceniu katedry w Instytut Psychologii kontynuował tam działalność aż do początku lat dwutysięcznych. Od 1973 roku do przejścia na emeryturę kierował Zakładem Psychologii Ogólnej. W latach 1991–1996 był dyrektorem Instytutu Psychologii.
Specjalizował się w psychologii pracy, a następnie w psychologii organizacji i zarządzania.
Spoczywa na cmentarzu przy ul. Bardzkiej we Wrocławiu.

## Publikacje
- 1976: Psychologiczne mechanizmy podejmowania decyzji ryzykownych przez dzieci. Wydawnictwo Uniwersytetu Wrocławskiego, Wrocław.
- 1980: Psychologia pracy. Wydawnictwo Uniwersytetu Wrocławskiego, Wrocław.
- 1987: Zainteresowanie własną pracą jako podstawa rozwoju zawodowego. Wydawnictwo Uniwersytetu Wrocławskiego, Wrocław.
- 1994: (jako współautor), Tajemnice polskiego menedżera. Charakterystyka psychologiczna. [w:] S.A. Witkowski (red.) Psychologia sukcesu. PWN, Warszawa.
- 2002: Menedżerowie okresu transformacji. Problemy, potencjał, rozwój. Wydawnictwo Uniwersytetu Wrocławskiego, Wrocław.